# François Asselineau

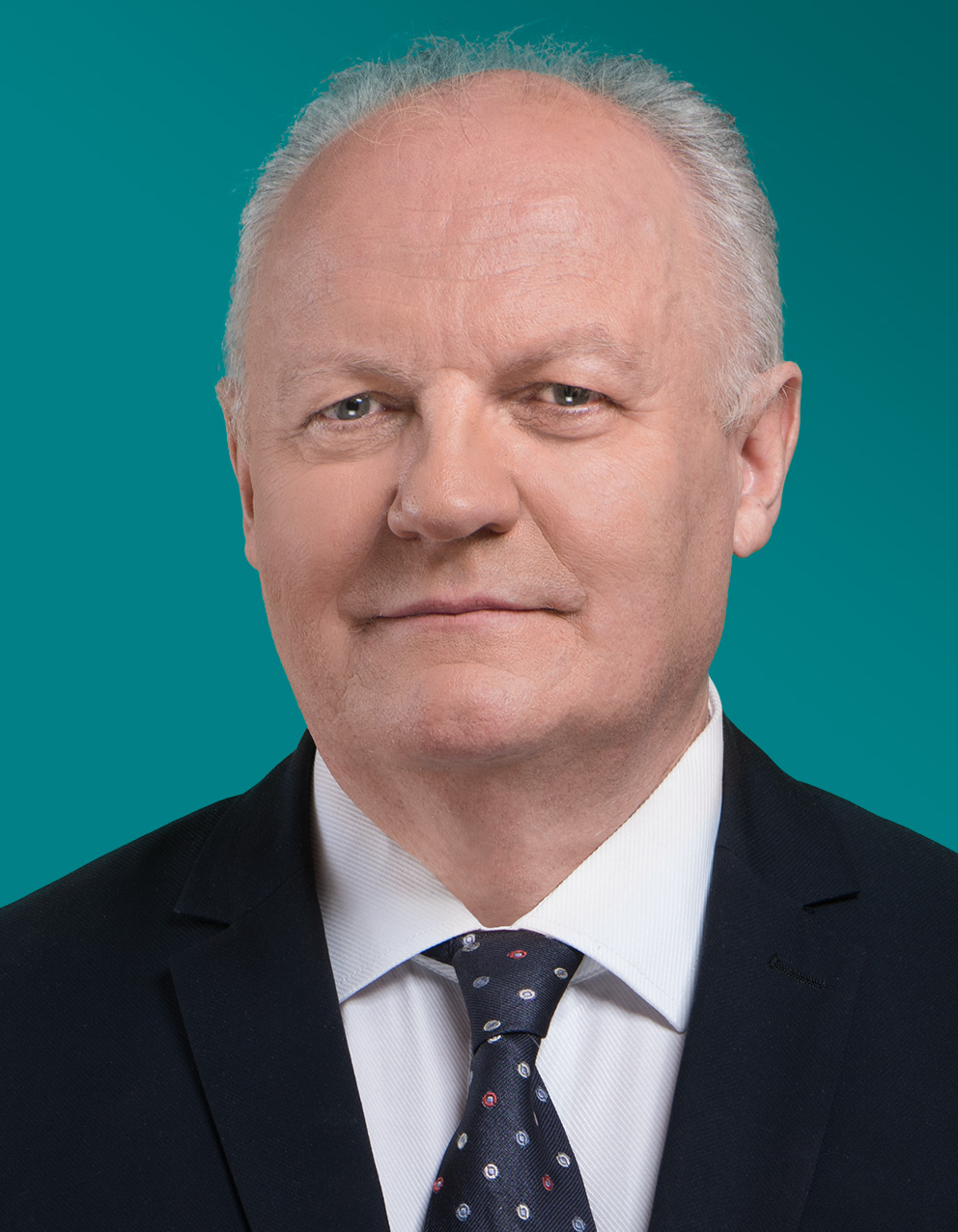
François Asselineau, 2014

François Asselineau [fʁɑswa asəlino] (* 14. September 1957 in Paris) ist ein französischer Politiker und ehemaliger Spitzenbeamter (Generalinspekteur für Finanzen).
Er ist Gründer und Präsident der souveränistischen Randpartei Union Populaire Républicaine (UPR), die mit konspirativen Theorien und starker Präsenz im Internet, insbesondere in sozialen Medien, den Austritt Frankreichs aus der Europäischen Union („Frexit“), der Eurozone sowie aus der NATO vertritt.

## Studien
Nach einem mit dem Prädikat "Sehr gut" abgelegten Abitur mit technisch-naturwissenschaftlicher Ausrichtung (baccalauréat scientifique) absolvierte François Asselineau ein Studium an der Wirtschaftshochschule HEC Paris (École des hautes études commerciales) und erwarb 1980 den Master of Science in Management. Nach dem Wehrdienst besuchte er die Verwaltungshochschule ENA (École nationale d’administration). Diese schloss er 1985 als Zweitbester im Bereich Betriebswirtschaftslehre (Jahrgang Léonard de Vinci) ab und wählte daraufhin eine Karriere in der Finanzinspektion, eine der drei grands Corps d’Etat (höchste Stufen in der französischen Verwaltung).

## Tätigkeit als Spitzenbeamter
François Asselineau hat seinen Wehrdienst in Japan als Volontär (CSNE) in der französischen Handelsmission geleistet.
Als Absolvent der ENA bekleidete er ab 1985 das Amt eines Generalinspekteurs der Finanzen.
Von 1989 bis 1990 war er Missionschef des Finanzierungsinstitutes Crédit National sowie Vorsitzender der Geschäftsleitung der Société d'analyse et de diagnostic économique et financier (SADEF) (Gesellschaft für wirtschaftliche und finanzielle Analyse). 1991 wurde er unter der Regierung von Pierre Bérégovoy zum Missionschef des Büros Asien-Ozeanien in der Direktion für Außenwirtschaftsbeziehungen des Wirtschafts- und Finanzministeriums ernannt. 1993 trat er unter der Regierung von Édouard Balladur als Berater für internationale Angelegenheiten in das Kabinett des Ministers für Industrie und Außenhandel, Gérard Longuet, ein.
Im Juni 1995 wurde François Asselineau unter der ersten Juppé-Regierung zum Kabinettschef der Ministerin für Tourismus, Françoise de Panafieu, ernannt. Ein paar Monate später wurde er im Januar 1996 als Referent im Kabinett des Außenministers Hervé de Charette unter der zweiten Juppé-Regierung verantwortlich "für die Beziehungen zu Asien, Ozeanien, Lateinamerika und für Wirtschaftsfragen". In dieser Eigenschaft bereitete er die Reisen des Präsidenten und des Außenministers inhaltlich vor, insbesondere nach China, Japan, Südostasien und Lateinamerika. In diesem Zusammenhang begegnete er führenden Politikern der Welt und nahm an Gesprächen mit diesen teil, angefangen bei Papst Johannes Paul II., bis zum japanischen Kaiser, Nelson Mandela, den brasilianischen, argentinischen, saudischen, chinesischen (Jiang Zemin, Li Peng), vietnamesischen, indonesischen und weiteren Staatschefs.

## Anfänge in der Politik und Gründung der UPR
Nach der Auflösung der französischen Nationalversammlung im April 1997 wechselte François Asselineau zur Generalinspektion für Finanzen. Er schloss sich dem ehemaligen Innenminister Charles Pasqua an, als dieser im Januar 1999 beschloss, eine eigene Liste für die Europawahlen im Juni aufzustellen, um gegen die Ratifizierung des Vertrags von Amsterdam ohne Referendum zu protestieren. Er wurde Mitglied des Parteivorstands der neuen Partei, Rassemblement pour la France (RPF) und wirkte bis Herbst 2005 zudem als Leiter für Studien und deren Sprecher.
Im Juli 2000 wurde François Asselineau Vizedirektor des Generalrats des Département Hauts-de-Seine und war in dieser Funktion insbesondere für wirtschaftliche und internationale Angelegenheiten zuständig. Im März 2001 wurde er in den Stadtrat von Paris gewählt, und zwar auf einer auf von ihm im 19. Arrondissement geführten Liste einer aus einer Vereinbarung zwischen Jean Tiberi und Charles Pasqua hervorgegangenen rechten Splitterpartei. Im zweiten Wahlgang gegen den sozialistischen Kandidaten (Einheitsliste der Linken) und den Kandidaten der Rechten (RPR-UDF) erreichte er 15,8 % der Stimmen. Am 23. Mai 2001 ernannte ihn Charles Pasqua als Präsident des Generalrats der Hauts-de-Seine zu seinem Kabinettschef. Der Nachfolger von Charles Pasqua als Präsident des Generalrats ab April 2004, Nicolas Sarkozy, ernannte François Asselineau am 20. Oktober desselben Jahres zum Generalbeauftragten für Competitive Intelligence im Wirtschafts- und Finanzministerium. François Asselineau sah diesen neuen Posten als eine Relegation, die seiner Meinung darin gründete, dass seine Analysen, obschon sie unwiderlegbar seien, nicht gern gesehen würden.
Am 31. Dezember 2004 beschloss François Asselineau, der Gruppe Union pour un mouvement populaire (UMP) im Stadtrat von Paris beizutreten. Er trat jedoch am 3. November 2006 aus, um mit den Fraktionslosen zu sitzen, unmittelbar nachdem Françoise de Panafieu, deren Kabinettschef er unter der Regierung Juppé II war, als Kandidatin der Union pour un mouvement populaire zur Vorsitzenden des Stadtrats von Paris gewählt wurde. Er wurde Vorstandsmitglied der von Paul-Marie Coûteaux gegründeten Partei Rassemblement pour une France indépendante et souveraine (RIF) (Zusammenschluss für ein unabhängiges und souveränes Frankreich), drei Monate später trat er zurück, um seine eigene Partei zu gründen.
Am 25. März 2007, dem Datum des 50. Jubiläums der Unterzeichnung der Römischen Verträge, gründete François Asselineau eine neue politische Bewegung, die „Union Populaire Républicaine“ (UPR), „deren Ziel es ist, den Austritt Frankreichs aus den Europäischen Verträgen mit Ruhe, im Alleingang, auf demokratischem Wege und in Übereinstimmung mit dem Völkerrecht zu erreichen. […] Die UPR möchte aus unserem Land das weltweite Sprachrohr der Freiheit, des Friedens und der Zusammenarbeit der Völker und Nationen machen, und lehnt die gefährliche und suspekte Differenzierung zwischen europäischen und nichteuropäischen Bürgern ab.“
Bereits ab September 2007 beteiligten sich François Asselineau und seine neu gegründete Partei an einer von ehemaligen Mitgliedern der Union pour un mouvement populaire (UMP) gegründeten Fraktion mit dem Namen Paris Libre (Freies Paris). François Asselineau trat im 17. Arrondissement als Spitzenkandidat gegen Françoise de Panafieu an. Er machte jedoch einen Rückzieher und beklagte den auf die Mitglieder seiner Liste ausgeübten starken Druck.
Lange als eine Splittergruppe betrachtet, wie François Asselineau selbst bestätigt, hat die UPR die Zahl ihrer Mitglieder im Jahr 2012 deutlich steigen sehen, und zwar von 707 Mitgliedern Ende 2011 auf 2140 Mitglieder Ende 2012. Im März 2017 betrug die Mitgliederzahl 16.800.

## Wahlteilnahmen ab 2012
Im Januar 2011 kündigte François Asselineau seine Absicht an, für die französische Präsidentschaftswahl 2012 zu kandidieren. Seine Kandidatur bestätigte er nochmals im Dezember 2011 auf dem nationalen Kongress der Union Populaire Républicaine, musste sie jedoch zurückziehen, da es ihm nicht gelang, die nötigen 500 Unterschriften von Mandatsträgern einzuholen.
Bei der Europawahl 2014 war die UPR in allen Wahlkreisen in Frankreich anwesend. Bei der Wahl erreichte sie 76.907 Stimmen (0,41 %).
Im Dezember 2015 nahm die UPR an den Regionalwahlen teil und stellte eine Liste in allen Wahlkreisen (insgesamt 1.971 Kandidaten) außer Korsika und den Überseedépartements Guyane, Guadeloupe und Martinique. Die UPR erhielt 0,87 % der Stimmen (189.330 Stimmen). In der Region Ile-de-France, wo er Spitzenkandidat war, erhielt François Asselineau 0,94 % der Stimmen (29.755 Stimmen).
Im März 2017 kündigte François Asselineau seine Kandidatur für die französische Präsidentschaftswahl 2017 an, nachdem mehr als die nötigen 500 Unterschriften von Mandatsträgern offiziell vom Verfassungsrat anerkannt wurden; bei der Wahl erhielt er 0,92 % der Stimmen. Im Mai 2019 erhielt seine Partei 1,17 % bei den Europawahlen.

## Politische Positionierung
Das Programm von Asselineau ist von konspirativen Theorien und Komplottvermutungen durchzogen, die im Internet teilweise weite Verbreitung finden.
François Asselineau will mit seinem Diskurs laut eigenen Angaben alle Franzosen über die Rechts-Links-Kluft hinweg zusammenführen, "um Frankreich seine Freiheit und seine Demokratie zurückzugeben. Das erfordert zunächst, die EU-Verträge zu kündigen […] und dem privaten Feudalsystem die Beschlagnahmung der Wirtschaft, des öffentlichen Dienstes und der Medien zu entziehen". Der einseitige Austritt Frankreichs aus der Europäischen Union würde gemäß der in Artikel 50 des Vertrags über die Europäische Union (EUV) für jeden Staat vorgesehenen Möglichkeit erfolgen.
Er argumentiert, dass die echte Macht heute von der Europäischen Zentralbank in Frankfurt, von Brüssel und für die NATO von Washington ausgeübt werde, und dass Frankreich keinen Handlungsspielraum habe, solange es in der Europäischen Union ist, da es vertraglich gebunden sei. „Ich schlage den Ausstieg aus der Europäischen Union, aus der Eurozone, und aus der NATO vor, damit wir unsere nationale Souveränität wiedererlangen.“ Ferner prangert er die Vormundschaft der Vereinigten Staaten an, die seiner Meinung nach "seit Ende des Zweiten Weltkrieges ständig auf die "Europäische Einigung" hingewirkt hätten, und zwar als Planer, Initiator, Impulsgeber und Geldgeber", da er befürchtet, dass dies früher oder später „zu einer weltweiten Apartheid der weißen Welt“ führt.
Das Programm von François Asselineau sieht darüber hinaus eine Reihe von Verfassungsänderungen zur „Wiederherstellung der Demokratie“ vor (Verbot von unbefristeter und in ihrem Zweck uneingeschränkter Souveränitätsübertragung, Einführung von durch die Öffentlichkeit initiierten Volksabstimmungen, Anerkennung von Stimmenthaltung…), sowie Maßnahmen zum „Wiedererlangen der Unabhängigkeit der Presse gegenüber dem Staat und den Finanzmächten“ (Schaffung einer öffentlichen unabhängigen Informationsanstalt, Gesetze gegen Medienkonzentration, Renationalisierung des Fernsehsenders TF1…), und wirtschaftliche Maßnahmen (Neuvergabe an die Banque de France der Rolle der staatlichen Finanzierung, Wiederherstellung der Kontrolle der Kapitalbewegungen, Bekräftigung des Verfassungsgrundsatzes über das öffentliche Eigentum der großen Unternehmen des öffentlichen Dienstes…).

## Behandlung in den Medien
François Asselineau begann, pseudonym für verschiedene Zeitschriften zu schreiben, und die Gründe zu analysieren, weshalb die Europäische Einigung Frankreich in einen politischen, wirtschaftlichen, gesellschaftlichen und moralischen Stillstand von historischem Ausmaß führe.
Nach der Gründung der UPR begann er, eine Reihe von Konferenzen in Frankreich und Belgien zu halten, die im Internet verbreitet wurden, sodass er ein beachtliches Publikum gewann. Asselineau behauptet in seinem Blog, dass gemäß dem von Alexa Ranking im Januar 2013 vorgenommenen Ranking der 29 französischen Parteien die UPR bei weltweiten Internetabfragen den 4. Platz nach der Parti socialiste (Sozialistische Partei) (PS) und vor dem Front de gauche (FG) einnehme.
Obwohl er regelmäßig von regionalen französischen Medien sowie von zwei großen russischen Medien (RIA Novosti und Russia Today) eingeladen wird, bleibt François Asselineau nach wie vor abwesend in den großen französischen Medien, denen er vorwirft, ihn zensieren zu wollen. Als möglicher Präsidentschaftskandidat in den Wahlen 2012 beklagte er, dass die französischen Medien die Empfehlungen des Conseil supérieur de l’audiovisuel nicht eingehalten hätten. Als Antwort auf seine Beschwerde bestätigte der Conseil supérieur de l’audiovisuel, dass jeder potentielle Kandidat gleichberechtigt behandelt werde, und alle Kommunikationsinstrumente einschließlich Internet zur Bemessung der Repräsentativität des Kandidaten berücksichtigt werden sollten.
François Asselineau bezichtigte auch die französischsprachige Wikipedia, seine Seite zu zensieren. Gemäß Numerama wurde die Seite in der französischen Wikipedia mehrmals gelöscht, was mit fehlender Relevanz begründet wurde; im Dezember 2015 hat die französische Wikipedia endgültig den Erhalt der Seite beschlossen.